# Les Corts (stacja metra)
Les Corts – stacja metra w Barcelonie, na linii 3. Stacja została otwarta w 1975.